# Ficus lamponga
Ficus lamponga är en mullbärsväxtart som beskrevs av Friedrich Anton Wilhelm Miquel. Ficus lamponga ingår i släktet fikonsläktet, och familjen mullbärsväxter. Inga underarter finns listade i Catalogue of Life.